# Dekanat Meckenheim-Rheinbach
Das Dekanat Meckenheim-Rheinbach war bis zum 31. Dezember 2016 eines von 7 Dekanaten im römisch-katholischen Kreisdekanat Rhein-Sieg-Kreis im Erzbistum Köln. Es lag im Süden Nordrhein-Westfalens im linksrheinischen Teil des Rhein-Sieg-Kreises an der Landesgrenze zu Rheinland-Pfalz sowie zu einem kleinen Teil in Rheinland-Pfalz im Landkreis Ahrweiler. Das Dekanat Meckenheim-Rheinbach entstand im Jahr 2000 aus den Dekanaten Meckenheim und Rheinbach. Im Zuge der Neuordnung der Dekanate im Erzbistum Köln wurde es zum 31. Dezember 2016 aufgelöst und ging im Kreisdekanat Rhein-Sieg-Kreis auf.

## Pastoraleinheiten
Das Dekanat bestand aus den zwei Pfarreien St. Martin Rheinbach und St. Marien Wachtberg sowie den zwei Seelsorgebereichen Meckenheim mit 5 Pfarreien und Swisttal mit 8 Pfarreien.

### Seelsorgebereich Meckenheim

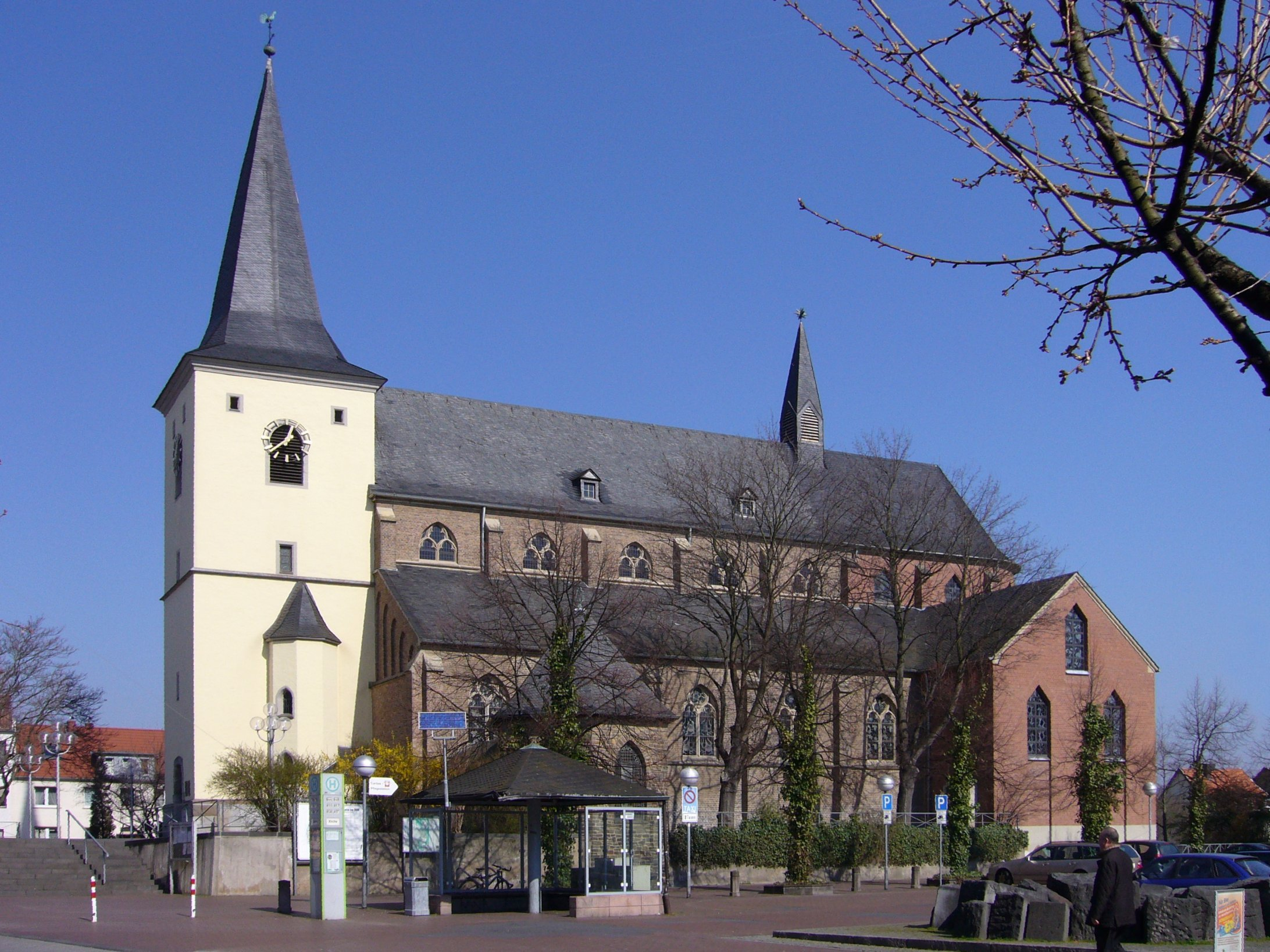
St. Johannes der Täufer in Meckenheim

Pfarrkirchen der gleichnamigen Pfarreien in Meckenheim:
- St. Jakobus, Ersdorf
- St. Johannes der Täufer, Meckenheim
- St. Martin, Wormersdorf
- St. Michael, Merl
- St. Petrus, Lüftelberg

### Pfarrei St. Martin Rheinbach
Pfarrkirche: St. Martin, Rheinbach:
Filialkirchen:
- St. Ägidius, Oberdrees
- St. Antonius, Niederdrees

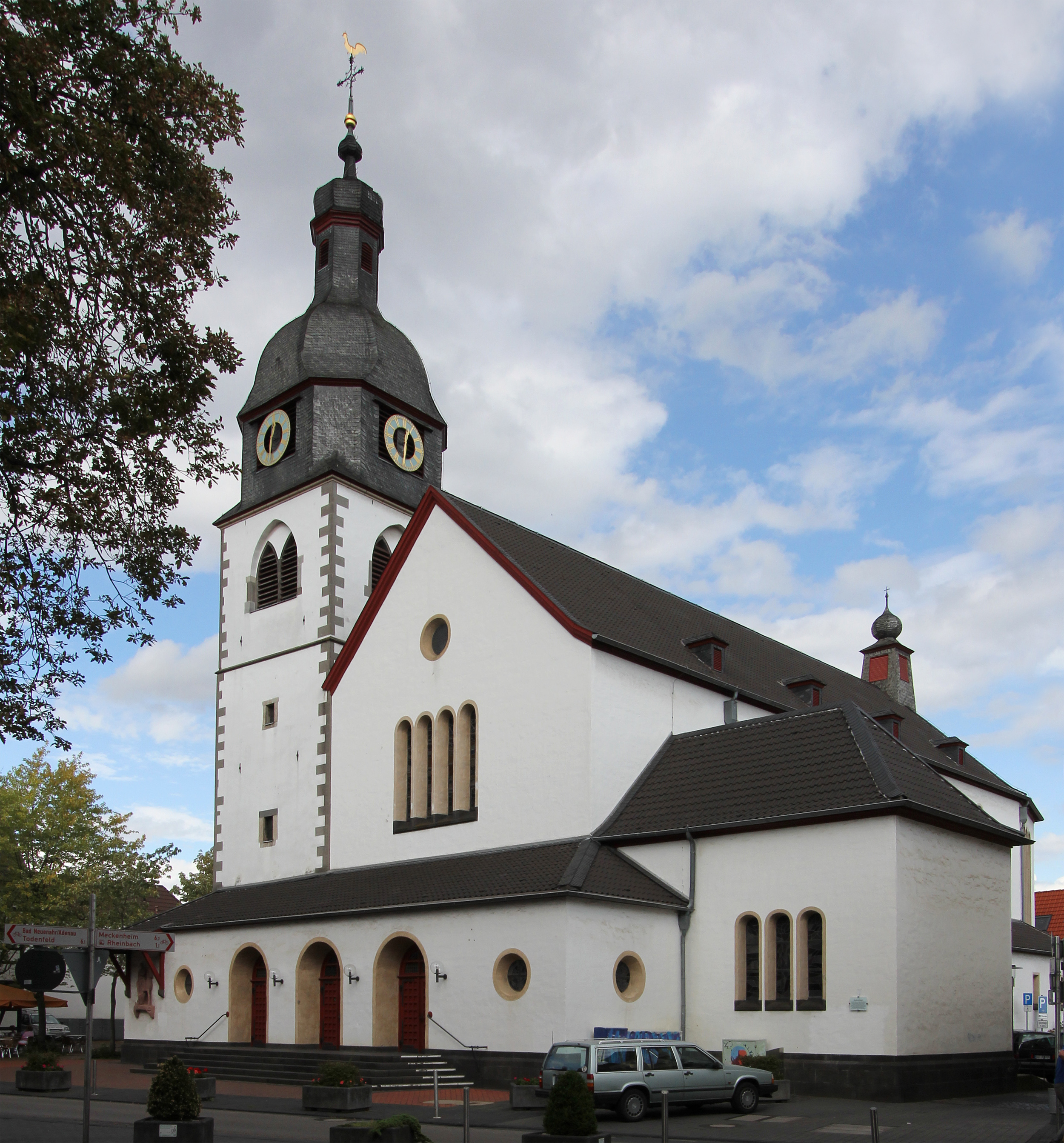
St. Martin in Rheinbach

- St. Bartholomäus, Kalenborn (bei Altenahr)
- St. Basilides, Ramershoven
- St. Hubertus, Todenfeld
- St. Joseph, Queckenberg
- St. Margaretha, Neukirchen
- St. Mariä Himmelfahrt, Merzbach
- St. Martin, Hilberath
- St. Martin, Flerzheim

### Seelsorgebereich Swisttal

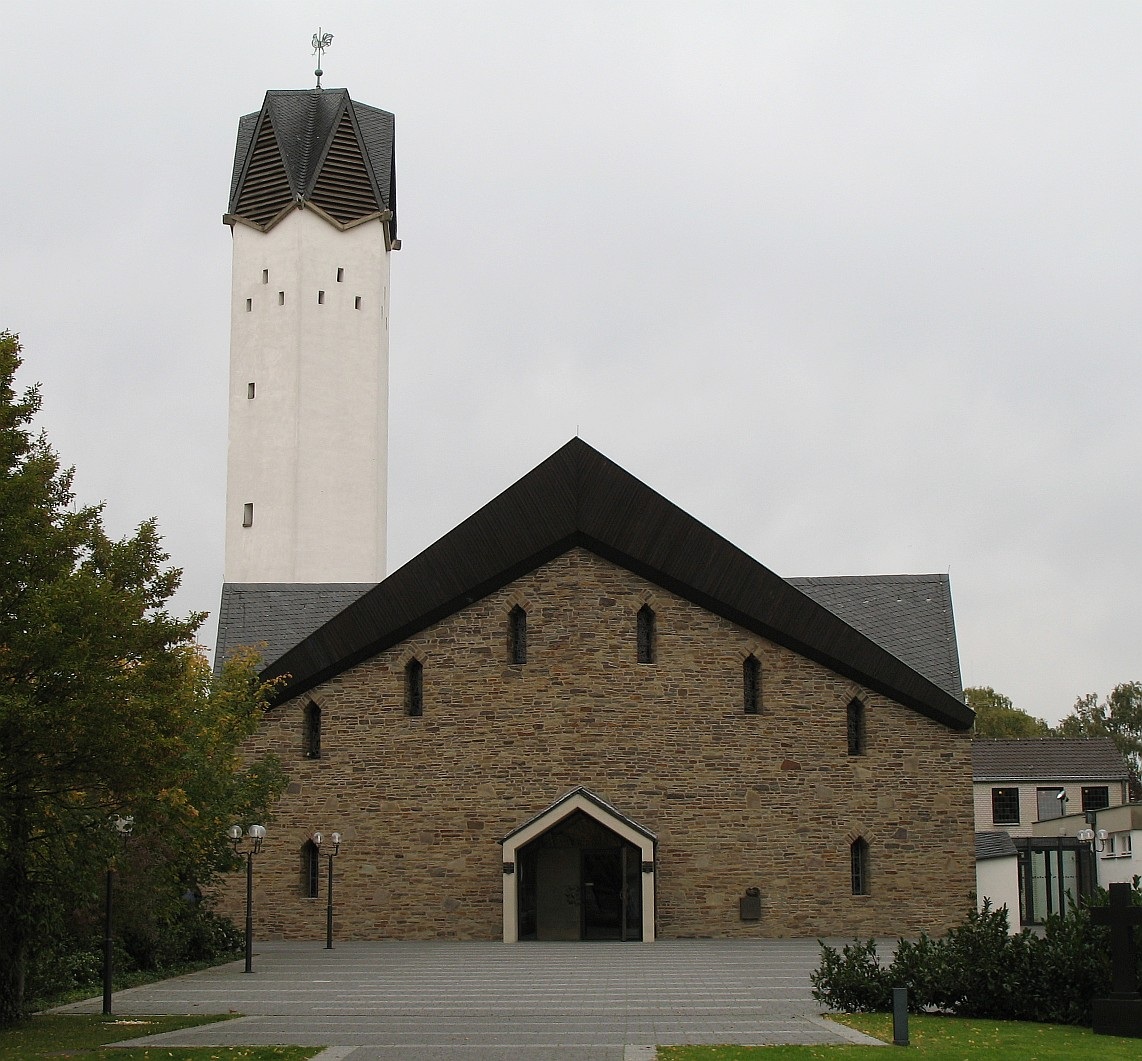
St. Katharina in Buschhoven

Pfarrkirchen der gleichnamigen Pfarreien in Swisttal:
- St. Antonius, Straßfeld
- St. Georg, Miel
- St. Katharina, Buschhoven
- St. Kunibert, Heimerzheim
- St. Martinus, Ollheim
- St. Nikolaus, Morenhoven
- St. Petrus und Paulus, Ludendorf
- St. Petrus und Paulus, Odendorf

### Pfarrei St. Marien Wachtberg

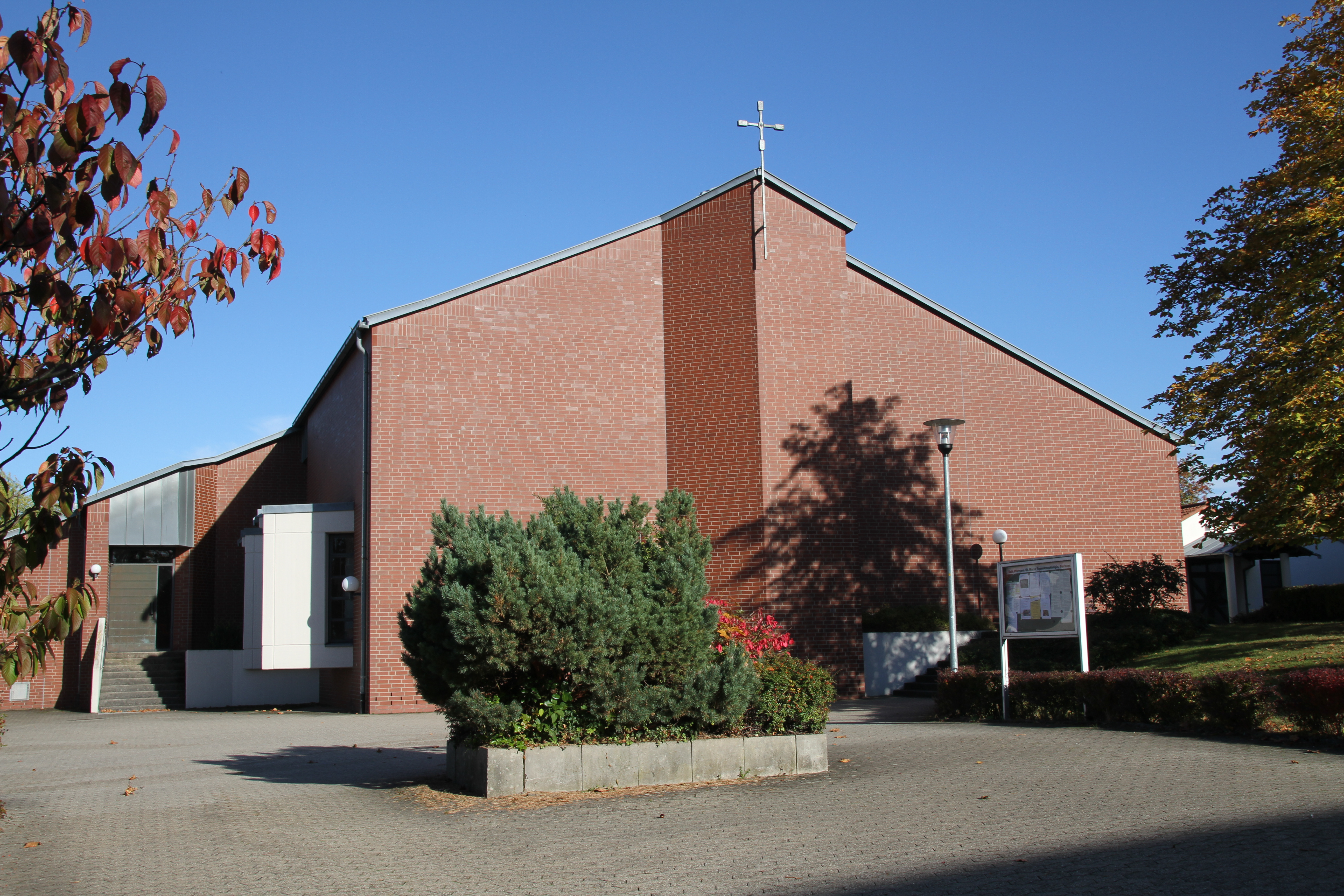
St. Maria Rosenkranzkönigin in Berkum

Pfarrkirche: St. Maria Rosenkranzkönigin, Wachtberg-Berkum
Filialkirchen:
- Zu den heiligen Erzengeln, Pech (bis 2010 Filialkirche der Pfarrei St. Simon und Judas, Villip)
- Heilige Drei Könige, Oberbachem
- St. Georg, Fritzdorf
- St. Gereon, Niederbachem
- St. Margareta, Adendorf
- St. Simon und Judas, Villip

## Dechanten und Dekanatsrat
- Dechanten
  - 2000–2013 Pater Stanislaus Friede CSMA
  - 2014–2016 Hermann Josef Zeyen
- Vorsitzender des Dekanatsrates: Lorenz Dierschke